# Vicky Safra
 (novembre 2024).
Pour les articles homonymes, voir Safra.
Vicky Safra, en grec moderne : Βίκυ Σάφρα, née en 1952 ou 1953, est une milliardaire et philanthrope brésilienne, d'origine grecque. 

## Biographie
Vicky Safra est née Vicky Sarfati,. Elle est la fille de Fortunée (née Eskenazi) (1926-2015) et d'Alberto El Sarfaty (1914-2003). Alors qu'elle a 17 ans, ses parents migrent au Brésil. Son père se lance dans une entreprise de métaux, machines et bétail, puis il crée une banque. En 1969, elle épouse Joseph Safra (en), banquier et milliardaire brésilien . Son mari meurt en 2020 en lui laissant sa fortune ainsi qu'à leurs enfants . Elle dirige la Fondation philanthropique Joseph Safra.
Elle est citoyenne grecque mais vit à Crans-Montana, en Suisse. Elle a eu quatre enfants avec son mari : Jacob J. Safra, Esther Safra Dayan, Alberto J. Safra et David J. Safra. Jacob est responsable des opérations internationales (Safra National Bank de New York (en) et J. Safra Sarasin de Suisse) tandis que David dirige Banco Safra (en) au Brésil.
Selon la liste des milliardaires du monde, de Forbes, en octobre 2021, elle possède 7,5 milliards de dollars,.  Ses enfants sont également milliardaires et détiennent collectivement 7,1 milliards de dollars,. En 2021, elle est la femme la plus riche de Grèce.